# Максимовська (Шенкурський район)
Максимовська (рос. Максимовская) — присілок в Шенкурському районі Архангельської області Російської Федерації.
Населення становить 13 осіб. Входить до складу муніципального утворення Усть-Паденьгське муніципальне утворення.

## Історія
Від 1937 року належить до Архангельської області.
Від 2004 року належить до муніципального утворення Усть-Паденьгське муніципальне утворення.

## Населення
| 2002 | 2010 | 2012 |
| ---- | ---- | ---- |
| 18   | ↘13  | →13  |